# Sport Club Corinthians Paulista 2013

## Maglie e sponsor
Le forniture tecniche per la stagione 2013 sono della Nike.
| 1ª divisa | 2ª divisa |  |

## Rosa
| N. |                    | Ruolo | Calciatore        |
| -- | ------------------ | ----- | ----------------- |
| 1  | Brasile (bandiera) | P     | Júlio César       |
| 2  | Brasile (bandiera) | D     | Alessandro        |
| 3  | Brasile (bandiera) | D     | Cleber            |
| 4  | Brasile (bandiera) | D     | Gil               |
| 5  | Brasile (bandiera) | C     | Ralf              |
| 6  | Brasile (bandiera) | D     | Fábio Santos      |
| 7  | Brasile (bandiera) | A     | Pato              |
| 8  | Brasile (bandiera) | C     | Renato Augusto    |
| 9  | Perù (bandiera)    | A     | Paolo Guerrero    |
| 10 | Brasile (bandiera) | C     | Douglas           |
| 11 | Qatar (bandiera)   | A     | Emerson Sheik     |
| 12 | Brasile (bandiera) | P     | Cássio            |
| 13 | Brasile (bandiera) | D     | Paulo André       |
| 14 | Cile (bandiera)    | C     | Claudio Maldonado |
| 15 | Brasile (bandiera) | D     | Guilherme Andrade |
| 16 | Brasile (bandiera) | D     | Igor              |
| 17 | Brasile (bandiera) | D     | Rodriguinho       |

| N. |                    | Ruolo | Calciatore       |
| -- | ------------------ | ----- | ---------------- |
| 18 | Brasile (bandiera) | C     | Ibson            |
| 19 | Brasile (bandiera) | C     | Guilherme        |
| 20 | Brasile (bandiera) | C     | Danilo           |
| 21 | Brasile (bandiera) | C     | Edenílson        |
| 22 | Brasile (bandiera) | P     | Danilo Fernandes |
| 23 | Brasile (bandiera) | D     | Diego Macedo     |
| 25 | Brasile (bandiera) | A     | Léo              |
| 26 | Brasile (bandiera) | D     | Antonio Carlos   |
| 27 | Brasile (bandiera) | P     | Walter           |
| 28 | Brasile (bandiera) | D     | Felipe           |
| 29 | Brasile (bandiera) | A     | Douglas Willian  |
| 30 | Brasile (bandiera) | A     | Paulo Victor     |
| 31 | Brasile (bandiera) | A     | Romarinho        |
| 32 | Brasile (bandiera) | C     | Jocinei          |
| 33 | Brasile (bandiera) | D     | Wanderson        |
| 35 | Cina (bandiera)    | A     | Chen Zizhao      |

## Risultati

### Recopa Sudamericana
| Arbitro: | Ricardo Marques |

|             |           |                                 |
| Aloísio 46’ | Marcatori | 28’ Guerrero 75’ Renato Augusto |

| Arbitro: | Paulo Oliveira |

|                          |           |  |
| Romarinho 35’ Danilo 68’ | Marcatori |  |